# Hoffmannia rhizantha
Hoffmannia rhizantha är en måreväxtart som beskrevs av Paul Carpenter Standley. Hoffmannia rhizantha ingår i släktet Hoffmannia och familjen måreväxter. Inga underarter finns listade i Catalogue of Life.